# Georg Herwegh
Georg Friedrich Rudolph Theodor Herwegh (Stuttgart, 1817. május 31. – Lichtenthal, Baden-Baden mellett, 1875. április 7.) német költő és forradalmár.

## Élete
Tübingenben teológiát hallgatott, azután Stuttgartban egy lapnak munkatársa volt; mint ilyen összeveszett egy katonatiszttel és ezért Svájcba menekült, ahol szintén mint újságíró működött és ahol Gedichte eines Lebendigen című politikai költeménygyűjteményét is kiadta (1841, 10. kiad. 1877). 1842-ben meglátogatta Poroszországot, ahol mindenütt, még a IV. Frigyes Vilmos királynál is kitüntető fogadtatásra talált. Azonban egy Königsbergből a királyhoz intézett nyílt levele következtében kitiltották a porosz területről és Zürichben sem tűrték meg, ahol le akart telepedni. Később Párizst választotta állandó tartózkodási helyéül. Itt írta meg költeményeinek második kötetét (1844) és fordította le Alphonse de Lamartine összes műveit (1843–1844, 12 kötet). 1844-ben közeli barátja lett Karl Marx, akivel együtt részt vett a Vorwärts! című újság munkálataiban. 1848 április havában az emigránsokból álló Német Légió élén megjelent Baden-Badenben. A württembergi csapatok azonban könnyen elbántak vele; futnia kellett és menekülését csak felesége bátorságának köszönhette. Ezután ismét hosszabb ideig lakott Párizsban, majd Zürichben és végül Lichtenthalban. Ekkor már csak kivételes alkalmaknál lépett egy-egy költeményével a nyilvánosság elé, lefordított azonban néhány Shakespeare-drámát a Bodenstedt-féle kiadás számára. Halála után (1877) megjelent Neue Gedichte-i elkeseredett hangulatukkal nem sok költői élvezetet nyújtanak.

## Magyarul
- Költeményei egy elevennek. Ajánlattal a halotthoz; szabadon Herwegh György után ford. Magos Ernő, 1. köt. kiad. Táncsics Mihály; Beimel Ny., Pest, 1848